# Šalov
Šalov (hongrois : Garamsalló) est un village de Slovaquie situé dans la région de Nitra.

## Histoire
La première mention écrite du village date de 1291.
La localité fut annexée par la Hongrie après le premier arbitrage de Vienne le 2 novembre 1938. En 1938, on comptait 1 032 habitants dont quatre d'origine juive. Elle faisait partie du district de Šahy (hongrois : Ipolysági járás). Le nom de la localité avant la Seconde Guerre mondiale était Šalov/Salló. Durant la période 1938 - 1945, le nom hongrois Garamsalló était d'usage. À la libération, la commune a été réintégrée dans la Tchécoslovaquie reconstituée.

## Démographie

### Évolution de la population
| Année:               | 1994. | 2004.   | 2014.    | 2024.   |
| -------------------- | ----- | ------- | -------- | ------- |
| Nombre de personnes: | 407   | 426     | 379      | 359     |
| Différence:          |       | +4,66 % | -11,03 % | -5,27 % |

| Année:               | 2023. | 2024.   |
| -------------------- | ----- | ------- |
| Nombre de personnes: | 355   | 359     |
| Différence:          |       | +1,12 % |